# Leylaiya
Leylaiya is een geslacht van vliegen uit de familie van de Mythicomyiidae. De wetenschappelijke naam van het geslacht werd voor het eerst geldig gepubliceerd door Efflatoun in 1945.

## Soorten
- Leylaiya apostibes Evenhuis, 2009[2]
- Leylaiya aquilonia Gharali & Evenhuis, 2011[3]
- Leylaiya mellivora (Hesse, 1967)
  - = Euanthobates mellivorus Hesse, 1967[4]
- Leylaiya mimnermia Efflatoun, 1945[1]
- Leylaiya pectinigula (Hesse, 1965)
  - = Euanthobates pectinigulus Hesse, 1965[5]
- Leylaiya whiteheadi Greathead & Evenhuis, 2001[6]